# Saint-Sève

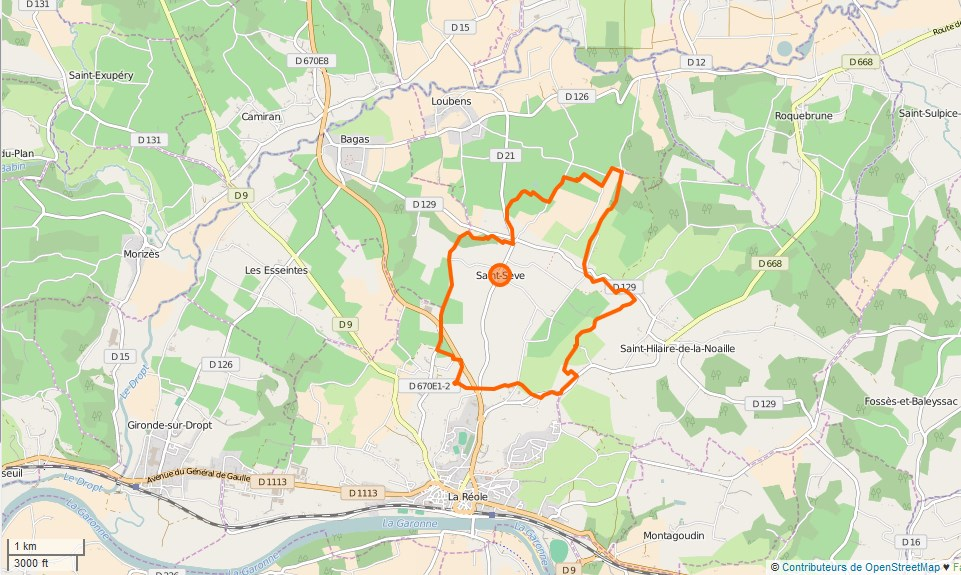
Gemeindegrenzen von Saint-Sève

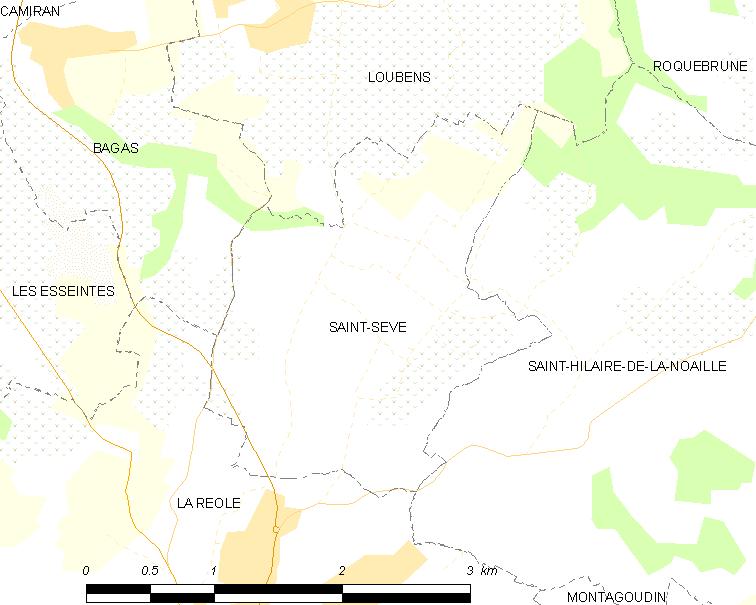
Umgebungskarte

Diagramm zur Bevölkerungsentwicklung

Saint-Sève (okzitanisch Sent Sèver) ist eine französische Gemeinde mit 251 Einwohnern (Stand: 1. Januar 2022) im Département Gironde in der Region Nouvelle-Aquitaine. Sie gehört zum Arrondissement Langon und zum Kanton Le Réolais et Les Bastides. Die Einwohner werden Saint-Sévais genannt.

## Geographie
Saint-Sève liegt etwa 65 Kilometer südöstlich von Bordeaux. Umgeben wird Saint-Sève von den Nachbargemeinden Loubens im Norden, Saint-Hilaire-de-la-Noaille im Osten und Südosten, La Réole im Süden sowie Bagas im Westen und Nordwesten.

## Bevölkerungsentwicklung
| 1962                       | 1968 | 1975 | 1982 | 1990 | 1999 | 2006 | 2017 |
| -------------------------- | ---- | ---- | ---- | ---- | ---- | ---- | ---- |
| 163                        | 175  | 130  | 150  | 177  | 193  | 205  | 254  |
| Quellen: Cassini und INSEE |      |      |      |      |      |      |      |

## Sehenswürdigkeiten
- Kirche Saint-Sève aus dem 16. Jahrhundert

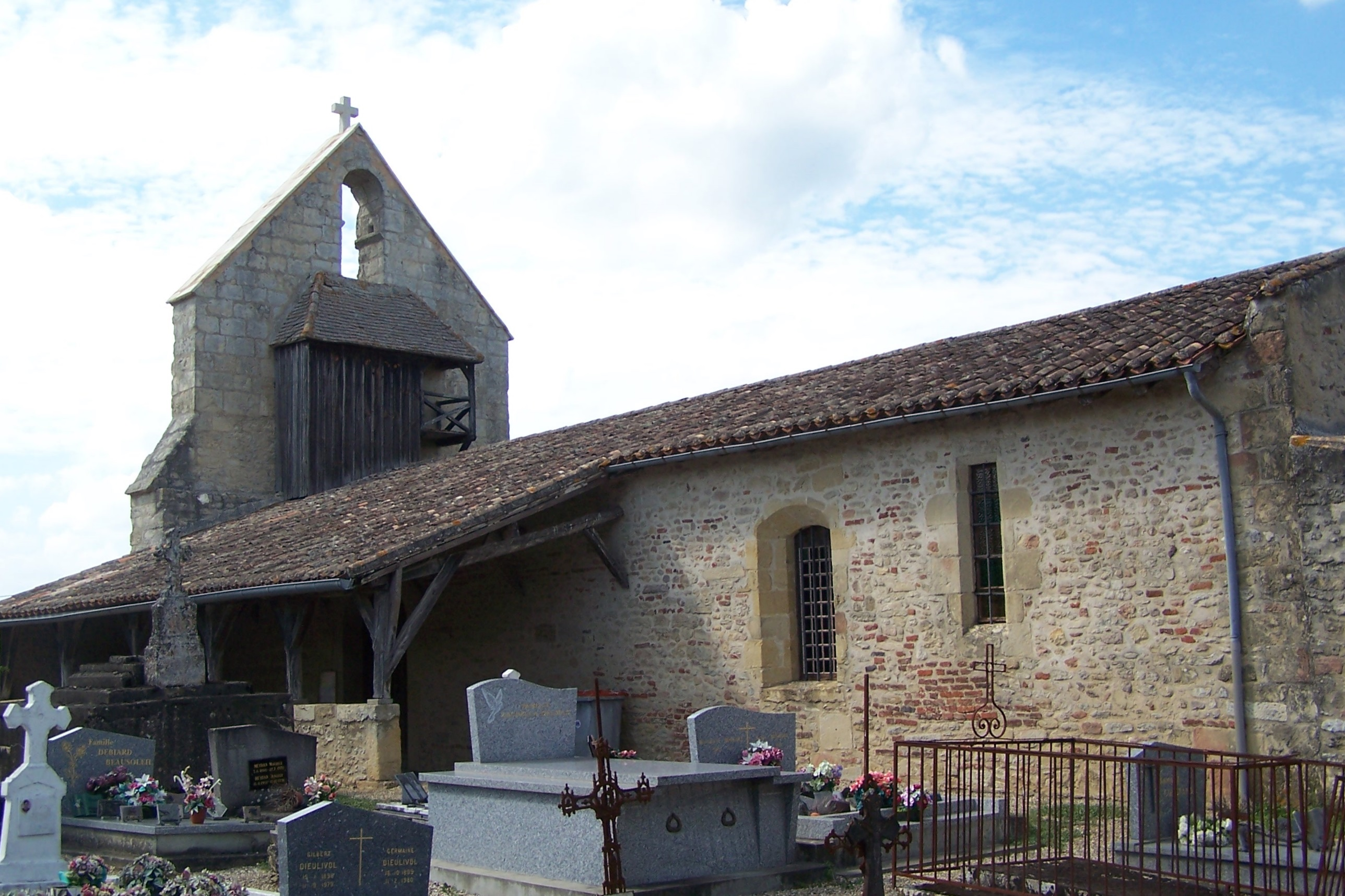
Kirche Saint-Sève